# Кислые почки

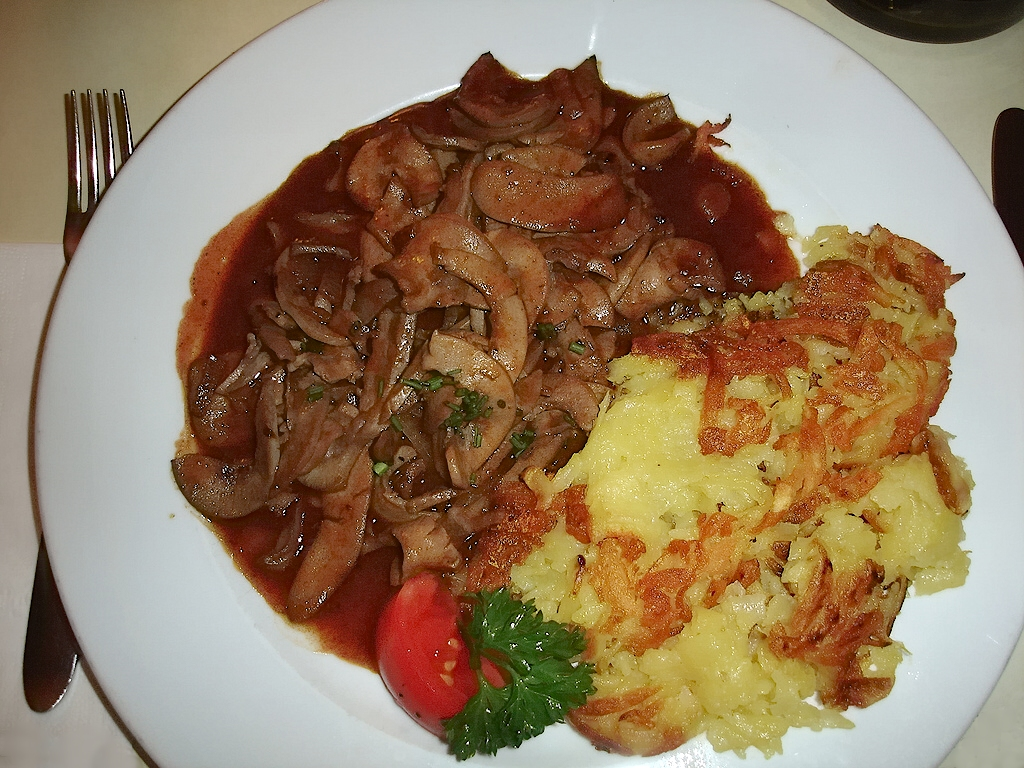
«Кислые почки», сервированные с рёшти

«Кислые почки» (нем. Saure Nieren) — традиционное блюдо из свиных почек в Южной Германии, Саксонии, в Рейнской области и Вестфалии.
Для приготовления блюда почки предварительно тщательно промывают, режут на тонкие полоски и длительное время вымачивают в молоке, чтобы избавиться от запаха мочи. Вымоченные почки затем быстро обжаривают на сливочном масле и выкладывают из сковороды, на которой затем поджаривают до коричневого цвета муку. В сковороду следом добавляют мясной бульон, солят, перчат, приправляют уксусом или лимонным соком и тмином. В некоторых рецептах также добавляется бекон. Почки возвращают в сковороду, чтобы подогреть в полученном соусе. Кислые почки подают с хлебными клёцками или картофельным пюре.